# Oru (obec)
Obec Oru (estonsky Oru vald) je bývalá samosprávná obec náležející do estonského kraje Läänemaa. V roce 2013 byla začlněna do obce Lääne-Nigula.

## Obyvatelstvo
Na území zrušené obce Oru žije necelá tisícovka obyvatel v patnácti vesnicích Auaste, Ingküla, Jalukse, Keedika, Kärbla, Linnamäe, Niibi, Oru, Mõisaküla, Salajõe, Saunja, Seljaküla, Soolu, Uugla a Vedra. Správním centrem obce je vesnice Linnamäe.